# The Don Killuminati: The 7 Day Theory
The Don Killuminati: The 7 Day Theory er det femte og sidste studiealbum, som blev lavet af Tupac. Dette blev det eneste album, han lavede under kunstnernavnet Makaveli.
Albummet blev indspillet lige før Tupacs død. Albummets udgivelsesdato blev 5. november 1996.

## Sporliste
1. «Intro/Bomb First (My Second Reply)» (med E.D.I. Mean og Young Noble) – 4:56
2. «Hail Mary» (med Kastro, Young Noble, Yaki Kadafi og Prince Ital Joe) – 5:09
3. «Toss It Up» (med Danny Boy, K-Ci & JoJo og Aaron Hall) – 5:06
4. «To Live & Die in L.A.» (med Val Young) – 4:33
5. «Blasphemy» (med Prince Ital Joe og Jamala Lesane) – 4:38
6. «Life of an Outlaw» (med Bo-Roc, Young Noble, E.D.I. Mean, Kastro og Napoleon) – 4:55
7. «Just Like Daddy» (med E.D.I. Mean, Yaki Kadafi og Young Noble) – 5:07
8. «Krazy» (med Bad Azz) – 5:15
9. «White Man'z World» (med Darryl «Big D» Harper) – 5:38
10. «Me and My Girlfriend» (med Virginya Slim) – 5:08
11. «Hold Ya Head» (med Hurt M Badd) – 3:58
12. «Against All Odds» – 4:37

- Total varighed: 59:24